# Corti d'argento
I Corti d'argento (o Nastri d'argento corti) sono i riconoscimenti che il Sindacato nazionale giornalisti cinematografici italiani assegna ogni anno alla migliore produzione italiana di cortometraggi.

## Storia
Nel corso del premio cinematografico Nastro d'argento è stato istituito il riconoscimento al miglior cortometraggio dal 1951 con cadenza irregolare. Nel 2012 il SNGCI ha assegnato alcuni premi nel corso del Cortinametraggio, evendo dedicato ai cortometraggi a Cortina d'Ampezzo. Nel 2013 il SNGCI ha istituito i Corti d'argento, premiazione volta a premiare i migliori cortometraggi italiani di fiction e animazione, oltre a premi e menzioni speciali, stabiliti di anno in anno dal Sindacato, in collaborazione con Studio Universal. La prima cerimonia di premiazione si è svolta a Cortina d'Ampezzo sempre in corrispondenza della manifestazione Cortinametraggio. Dal 2014 la premiazione si svolge presos la Casa del cinema di Roma, precedento la cerimonia dei Nastri d'argento.

## Categorie di premi
I premi attualmente assegnati sono:
- Miglior cortometraggio di fiction (dal 2013)
- Miglior corto d'animazione (dal 2013)
- Premio speciale della Giuria (dal 2013)
- Menzioni speciali (dal 2013)
- Migliori attori di cortometraggi (2014-2016, 2018)

### Premi speciali
I seguenti premi sono stati assegnati con irregolarità nel corso delle manifestazioni.
- Cinemaster
- Premio speciale
- Nastro speciale miglior esordio
- Miglior opera prima
- Cinquina speciale
- Corti del futuro per l'innovazione
- Premio Studios Universal

## Edizioni
| Edizione | Conduzione   | Data             | Luogo                                 |
| -------- | ------------ | ---------------- | ------------------------------------- |
| 1ª       | Non presente | 17 marzo 2013    | Grand Hotel Savoia, Cortina d'Ampezzo |
| 2ª       | Non presente | 11 marzo 2014    | Casa del cinema, Roma                 |
| 3ª       | Non presente | 16 aprile 2015   | Casa del cinema, Roma                 |
| 4ª       | Non presente | 11 aprile 2016   | Casa del cinema, Roma                 |
| 5ª       | Non presente | 20 aprile 2017   | Casa del cinema, Roma                 |
| 6ª       | Non presente | 18 aprile 2018   | Casa del cinema, Roma                 |
| 7ª       | Non presente | 6 giugno 2019    | Casa del cinema, Roma                 |
| 8ª       | Non presente | 10 dicembre 2020 | Online                                |
| 9ª'      | Non presente | 17 giugno 2021   | Casa del cinema, Roma                 |
| 10ª      | Non presente | 9 maggio 2022    | Casa del cinema, Roma                 |
| 11ª      | Non presente | 5 maggio 2023    | Casa del cinema, Roma                 |
| 12ª      | Non presente | 6 maggio 2024    | Casa del cinema, Roma                 |
| 13ª      | Non presente | 14 aprile 2025   | Casa del cinema, Roma                 |